# Última visita de Ernesto Guevara a la Argentina

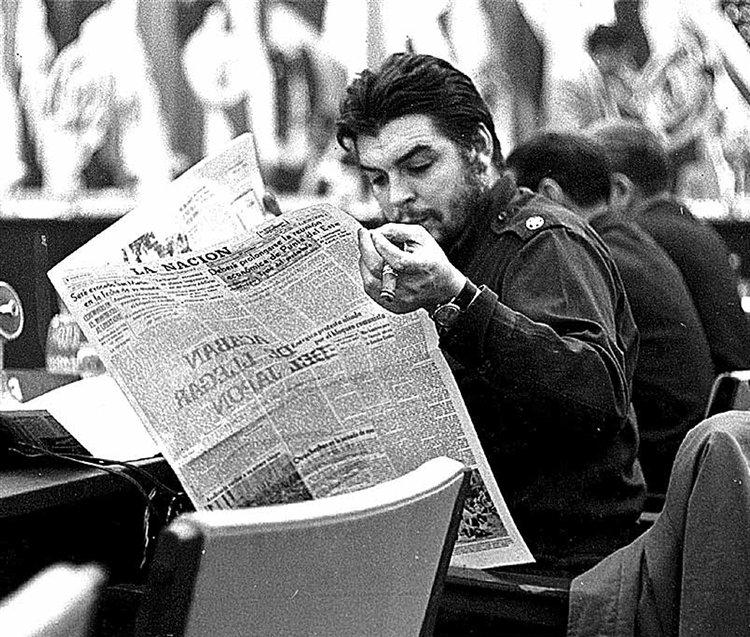
Ernesto Guevara leyendo el diario La Nación en Punta del Este, en agosto de 1961, días antes de su reunión con Arturo Frondizi en la Quinta presidencial de Olivos.

La última visita de Ernesto Guevara a la Argentina fue el 18 de agosto de 1961 cuando Guevara arribó a la Argentina en donde se reunió con el presidente argentino Arturo Frondizi, y de vuelta al aeropuerto visitó a una tía suya. Guevara fue trasladado secretamente a la Quinta de Olivos y la noticia tomó estado público cuando éste abandonó el país.
El encuentro sucedió poco tiempo antes de la crisis de los misiles, uno de los momentos de mayor tensión durante la guerra fría. Precisamente la reunión se realizó a instancias del presidente estadounidense John Kennedy, para que Argentina mediara ante un posible conflicto bélico entre la Unión Soviética y los Estados Unidos, las dos principales potencias mundiales.
El episodio tiene como puntos a destacar: fue la última visita del líder cubano a su país antes de morir fusilado en Bolivia, además su presencia desencadenó una crisis política que terminaría con el derrocamiento ―aunque cabe destacar que este no fue el motivo puntual― del presidente Frondizi. De la misma forma fue derrocado el presidente de Brasil, Jânio Quadros, también tras recibir y condecorar al líder de la revolución cubana.
No existen fotos de Guevara durante su corta estadía en Argentina debido a la naturaleza fugaz del encuentro, aunque sí hay una filmación en blanco y negro de corta duración de él caminando por la Quinta de Olivos.

La idea de traer a Guevara nace de un intento por recuperar ciertos valores doctrinarios nuestros, queríamos colocar al Gobierno en una actitud menos derechizante de la que lo habían colocado. Lo pensamos en su momento para meter una cuña entre Frondizi y Frigerio. Yo negocié las condiciones en las que vendría Guevara: burlar a los servicios de inteligencia nacionales y extranjeros, como sucedió, que ni Cuba ni el bloque soviético debían tener noticias del hecho, agenda abierta y garantías para entrar y salir de la Argentina.
Jorge Carrettoni.

## Contexto histórico

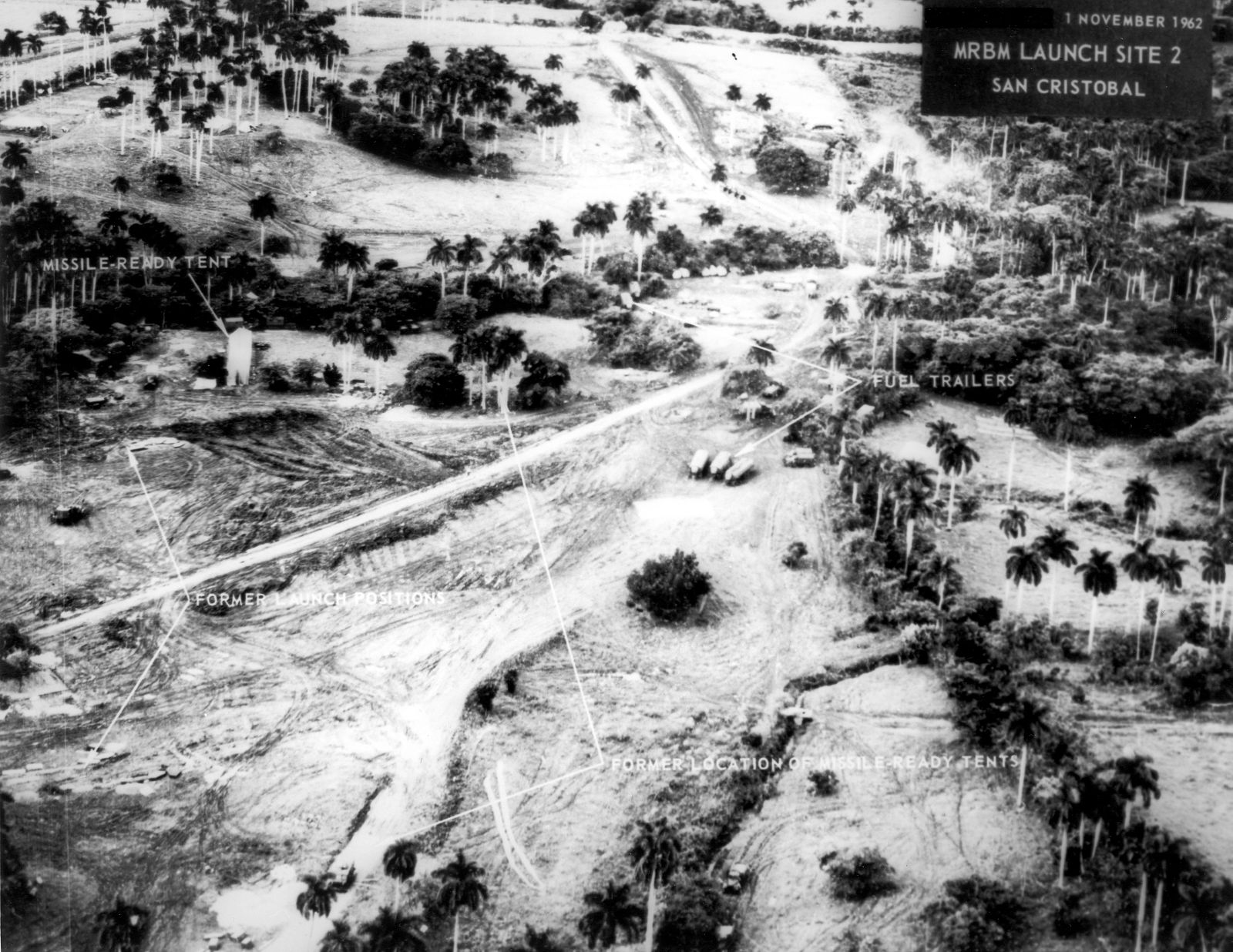
Fotografía aérea espía en Cuba, del lugar donde se instalaron las bases para los misiles nucleares, foto del 1 de noviembre de 1962.

El 17 de abril de 1961 se produjo la invasión de Bahía de Cochinos desde Nicaragua, donde fueron despedidos y arengados por el dictador Luis Somoza Debayle, por parte de un ejército de 1500 hombres mayoritariamente cubanos, entrenados en Guatemala, utilizando buques de la United Fruit Company,
con el apoyo abierto de la CIA. Al día siguiente era evidente que el ejército cubano había controlado la situación. La CIA le pidió entonces al presidente John F. Kennedy, quien había asumido la presidencia hacía menos de tres meses, la intervención abierta de Estados Unidos con la Fuerza Aérea, pero este se negó. Por esta razón la comunidad cubana anticastrista en Estados Unidos sostuvo públicamente que el presidente Kennedy era un traidor.
El fracaso de la invasión de Bahía de Cochinos causó el despido del director de la CIA, Allen Dulles, y su reemplazo por John McCone. En noviembre de 1961 la CIA estableció un gigantesco programa llamado Operación Mangosta, dirigido por Edward Lansdale, con el fin de organizar actos de sabotaje, terrorismo, asesinatos selectivos de los líderes cubanos, ataques militares e infiltraciones que desestabilizaran al Gobierno cubano y lo llevaran al colapso para octubre de 1962.
La ofensiva de aislamiento contra Cuba avanzó en enero de 1962 cuando los países americanos tomaron la decisión de excluirla de la OEA, excepto la Argentina que por medio de su canciller Miguel Ángel Cárcano, se opuso a la exclusión de Cuba del sistema interamericano.
Los servicios de Inteligencia de la Unión Soviética detectaron el plan de invasión militar inminente y notificaron a Cuba. El ejército soviético aprovechó la coyuntura para proponer a La Habana la instalación en Cuba de cohetes de alcance medio como medida disuasiva contra los planes del Gobierno estadounidense. Fidel Castro entra en desacuerdo y le dice que con ese propósito, es preferible un acuerdo militar entre Cuba y la Unión Soviética. En dicho tratado se establecería que una invasión a Cuba sería equivalente a un ataque directo a la Unión Soviética, pero los soviéticos no estuvieron de acuerdo e insistieron en que la instalación de los misiles no solo serviría para proteger a Cuba, sino también para aumentar la capacidad defensiva de todo el bloque socialista. El líder cubano aceptó, pero sugirió que el traslado y la instalación de los cohetes se realicen de forma pública. Sin embargo, los soviéticos se negaron a hacerlo antes de que los cohetes quedasen operativos

## Antecedentes

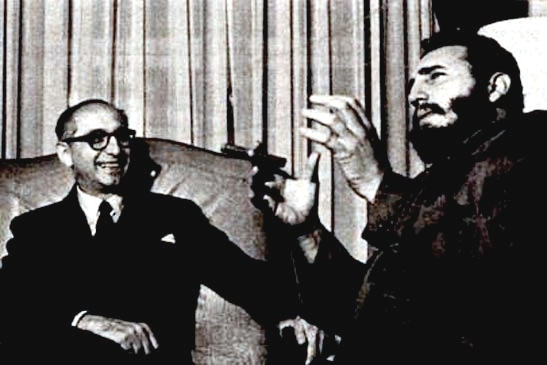
Arturo Frondizi presidente de Argentina con el líder de Cuba Fidel Castro. Esta reunión volvió mucho más tensa la relación del presidente argentino y los militares.

El presidente de los Estados Unidos John F. Kennedy deseaba que Argentina fuese el mediador entre Estados Unidos y Cuba, ya que tras la revolución cubana ambos países estaban bajo tensión. De ahí que se alentara a petición del presidente estadounidense a que se celebrase una reunión entre Arturo Frondizi y Ernesto Guevara para que se tratase el espinoso tema además de que se intentara encaminar las relaciones entre los dos países después de que los estadounidenses fracasasen en invadir la isla de Cuba.
De las cuatro mediadores posibles, Arturo Frondizi argumentó a favor de la Argentina, por su equilibrio en materia de política exterior (Brasil y México estaban más cerca del tercerismo) y por la falta de una contradicción interna profunda (Chile tenía un gobierno conservador con oposición comunista). En los primeros sondeos, tanto John Kennedy como los cubanos se mostraron dispuestos a aceptar esa base para las conversaciones: Frondizi estuvo muy cerca de lograr una gran solución diplomática, pero no tuvo en cuenta los inconvenientes que encontraría en su frente interno. Conversaciones preliminares se realizaron en la Embajada cubana en Buenos Aires. Alguien que no pertenecía al servicio diplomático, pero que estaba vinculado al equipo de Frondizi tomó en esa época (1961) contacto con Ernesto Guevara e hizo saber al presidente argentino que el ministro cubano aceptaba su mediación para tratar de encontrar una solución negociada. Al mismo tiempo, algunos argentinos como Horacio Rodríguez Larreta (padre) se entrevistaron con Guevara en Punta del Este y participaron de la reunión que este realizó con Richard N. Goodwin, asesor del presidente Kennedy. Después de esa conferencia, Guevara le hizo saber a Frondizi que tenía interés de conversar con él. En ese momento, Guevara estaba de acuerdo en lograr un entendimiento con Estados Unidos para coexistir pacíficamente. Cuando Guevara le transmitió a Frondizi que quería hablar con él y que estaba dispuesto a viajar a la Argentina, agregó también, que de conocerse con públicamente la noticia de su visita a la Argentina, su vida corría un gran riesgo, y que muy probablemente sería asesinado. Frondizi le contestó esquemáticamente: primero, que se disponía a recibirlo y consideraba conveniente la entrevista; segundo, que si él estaba decidido a viajar debía ir al Aeropuerto de Montevideo (Guevara estaba en Punta del Este): a partir de ese momento, quedaría bajo la responsabilidad del gobierno argentino. Guevara aceptó y Frondizi envió desde Buenos Aires un avión civil a la capital uruguaya.

## Preparativos
Ernesto Guevara estaba en Punta del Este, Uruguay, el 5 de agosto de 1961 cuando estaba participando de la IV Conferencia del Consejo Interamericano Económico y Social de la OEA. Había llegado a Uruguay con la intención de negociar con Estados Unidos una solución al hostigamiento contra Cuba, pero que no lo vinculara con la Unión Soviética.
Durante una conferencia, criticó activamente el rol de los Estados Unidos en América Latina.
En ese momento Jorge Carrettoni, quién había sido diputado por la Unión Cívica Radical Intransigente y ahora ejercía como asesor del Consejo Federal de Inversiones y tenía enlaces directos con el Gobierno argentino, se entrevistó en Punta del Este con Guevara para motivar una reunión con el presidente argentino.
Frondizi tomó los recaudos necesarios para resguardar la vida de Ernesto Guevara, ya que si su presencia en Argentina trascendía públicamente, su vida claramente correría gran peligro, teniendo en cuenta el clima de intolerancia política existente en el país. A las 4 hs de la madrugada del 18 de agosto de 1961 Frondizi se entrevistó en persona con los oficiales de la Casa Militar de guardia en Olivos, les ordenó a los tenientes de fragata Emilio Filipich y Fernando García que se dirigieran al aeródromo de Don Torcuato, siguiendo las siguientes instrucciones:

Llegará alguien muy importante. Lleven ustedes dos o tres autos y personal armado, y traigan a ese señor directamente a la residencia de Olivos. No se desvíen del rumbo y no dejen que ese hombre baje en ninguna parte. Yo debo responder personalmente por la vida de ese caballero.

## Viaje de Montevideo a Buenos Aires

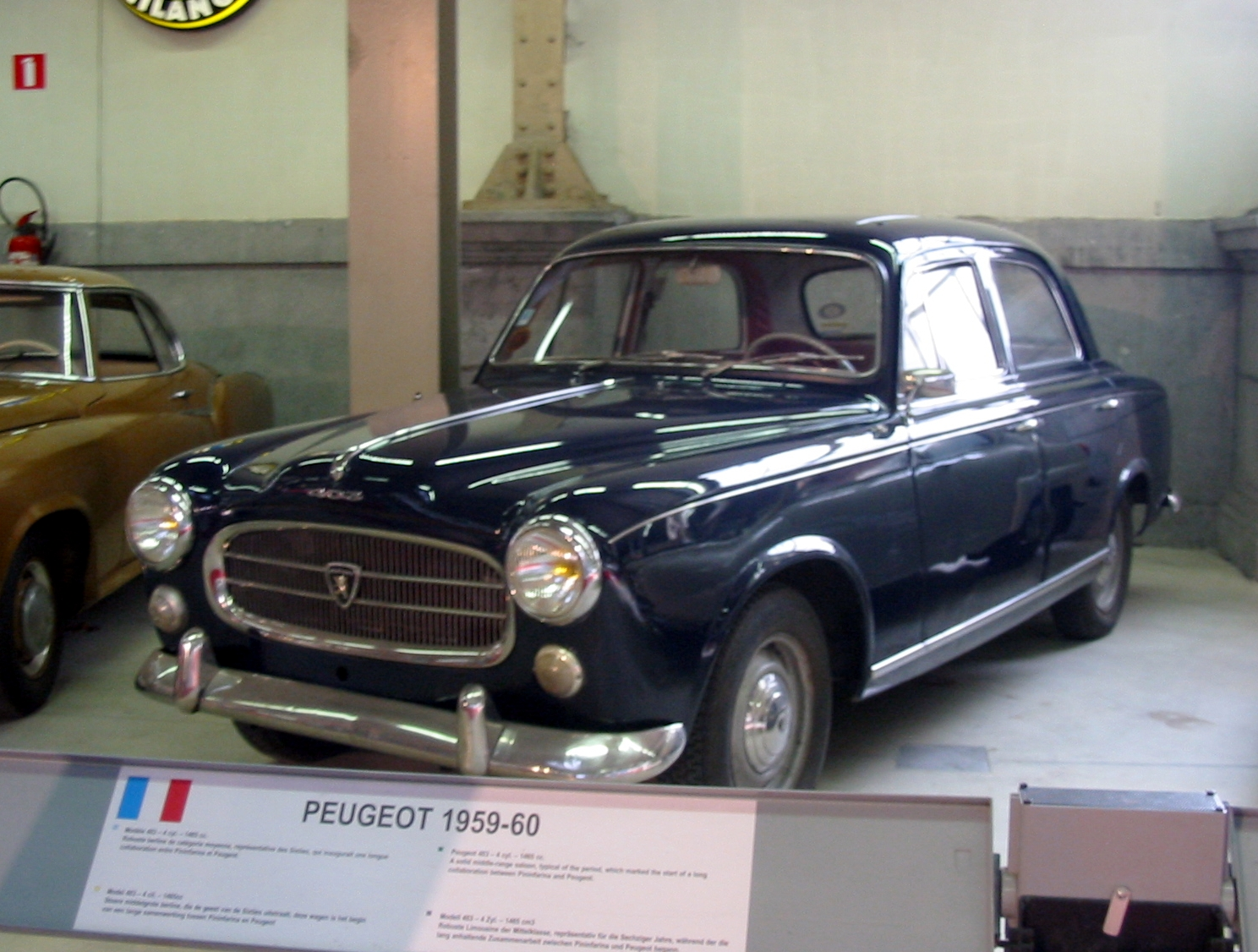
Peugeot 403 negro un modelo similar al usado para transportar a Ernesto Guevara.

En un Cadillac y un Ford negros pertenecientes a la cochera presidencial, los tenientes de fragata García y Fittipaldi, con los infantes de Marina asignando para el traslado, se dirigieron al lugar indicado. El Consejo Federal de Inversiones facilitó 20.000 pesos para alquilar el endeble avión Piper de matrícula CX-AKP comandado por el piloto uruguayo Tomás Cantori. Jorge Carrettoni tenía órdenes del presidente Frondizi de no volar en el mismo avión en donde viajaba Guevara. A las 6:15 hs de la madrugada del 18 de agosto de 1961 Carrettoni se despedía de Guevara:

Mi instrucción establecía que Guevara debía viajar solo: entonces, cuando le extiendo la mano para despedirme en la escalerilla del avión, Guevara me responde:

—¿Usted no viaja?

—No. Esas son mis instrucciones.

—Entonces yo tampoco viajo.

Y dando media vuelta se alejó, temiendo seguramente que se tratase de alguna trampa tendida por la CIA o por algún otro enemigo. Recordaría que su gran amigo Camilo Cienfuegos había muerto en un sospechoso accidente aéreo. Yo sentí que el mundo se derrumbaba y que la trabajosa operación estaba a punto de fracasar, por lo que opté por transgredir mis instrucciones y subir al avión.
Jorge Carrettoni.

Así el avión partió del aeropuerto Ángel Adami del barrio de Melilla, en las afueras de Montevideo. El viaje en avión duró alrededor de cuarenta y cinco minutos, en los que Guevara durmió sobre el hombro de Ramón Aja Castro (diplomático cubano, director de Asuntos Latinoamericanos).
El avión Piper aterrizó a las 10:30 pm del 18 de agosto en el aeropuerto de la localidad de Don Torcuato en la provincia de Buenos Aires, y Jorge Carrettoni fue el primero en bajar de la aeronave. Los militares presentes se quitaron el guante derecho para saludarlo y dijeron que ellos responderían por la vida de él, pero Carrettoni les tuvo que aclarar que él no era el sujeto en cuestión, y cuando comprobó que los militares presentes los escoltarían hasta la Quinta de Olivos, volvió al avión y le dijo al Guevara: «Puede bajar tranquilo». Cuando este pisó tierra argentina, literalmente dejó boquiabiertos y paralizados del asombro a sus escoltas, a tal punto que accidentalmente dejaron caer sus aguantes al piso. Sería la última vez que pisaría tierra argentina, ya que en 1967 moriría fusilado en Bolivia.
En tierra había dos Peugeot 403 negros de la Presidencia de la Nación Argentina que rápidamente lo transportaron a la Quinta de Olivos. Los miembros del vehículo que transportaron a Guevara dijeron que durante el viaje este preguntó por como andaba el San Isidro Club (SIC) en las Ligas del Rugby argentino, pero ante el desconocimiento de estos por aquel deporte cambió su pregunta a: «Quiero decir, Rosario Central, ¿cómo anda?».

## Guevara en la Argentina

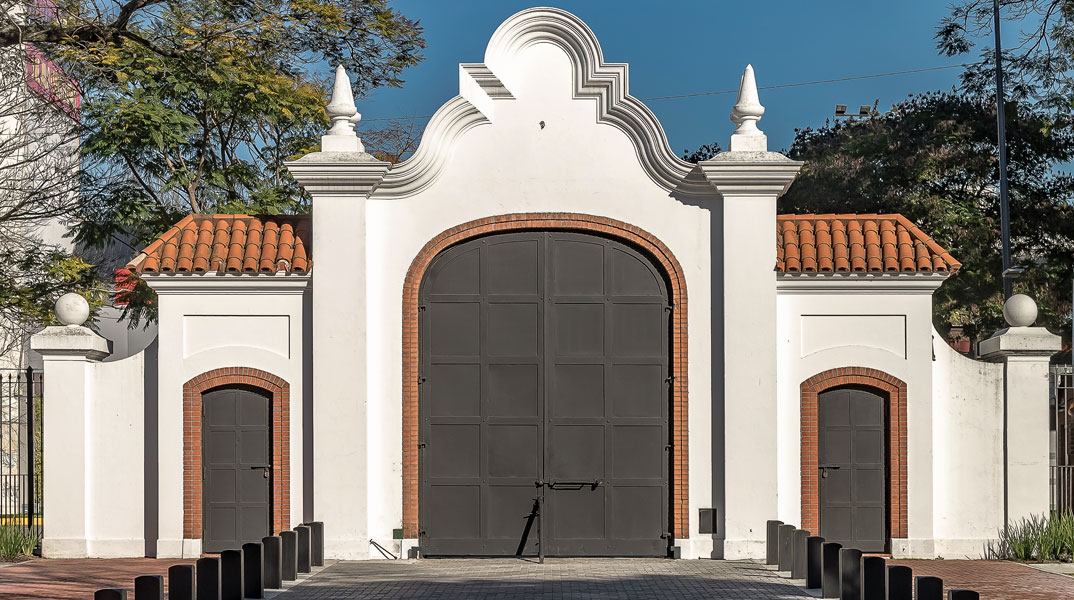
La Quinta de Olivos, lugar donde se llevó a cabo el encuentro entre Guevara y Frondizi.

La caravana de autos ingresó a la Quinta de Olivos en el partido de Vicente López a las 11:00 de la mañana, y el presidente recibió a sus visitantes en la galería, y tras un apretón de manos los dos se dirigieron solos a un cuarto, Arturo Frondizi les dijo a Jorge Carrettoni y Ramón Aja Castro que la reunión sería sin testigos. Según el mismo Frondizi la reunión duró alrededor de setenta minutos, los hombres tomaron café y debatieron plácidamente. Ernesto Guevara mantuvo su postura antiestadounidense, y también su opinión de que un país no debería contar con ayuda económica de Estados Unidos, argumentando que la potencia capitalista siempre ganaría, a través de su prestación económica y enorme influencia política en el país afectado. El presidente Frondizi expresó, por otra parte, su preocupación por el camino que estaba tomando la política de Cuba hacia el socialismo, y también le confesó a Guevara que tenía preocupaciones de que el país caribeño ingresará al Pacto de Varsovia. Sin embargo, Guevara lo tranquilizó informándole de que eso no iba a convertirse en realidad. Guevara hablo sin jactancia y sin ninguna agresividad con Frondizi, aun cuando se tocaron los temas más controvertibles. Según Frondizi "me impresionaba, mientras él exponía, su humildad personal en relación con todas las cosas que había hecho. Hablaba despacio, calmosamente, y demostraba gran sentido humano. También una gran timidez. Me expuso con mucha franqueza todo lo que pensaba".
El periodista Hugo Gambini en su biografía que escribió sobre Guevara explaya sobre la versión que dio Frondizi del encuentro:

Guevara me escuchó y accedió a examinar el problema sobre la base, que yo le propuse, de que Cuba no insistiera en querer exportar su revolución a otras naciones del hemisferio. Sin embargo me dio su opinión sobre América Latina afirmando que, aún sin influencia o injerencia cubana, la revolución era inevitable pues estaban cerrados los caminos de la evolución pacífica.
Arturo Frondizi en Che Guevara,
 Hugo Gambini, 2004.

Cuando terminó la conversación, Guevara le preguntó a Frondizi si podía ir a ver a una tía que estaba enferma y vivía en Buenos Aires. Frondizi le dijo que sí y tomó todos los recaudos para proteger su seguridad. Frondizi se dirigió al teniente Fernando García y le indica que le debe garantizar la salida de Guevara del país, no sin antes llevarlo a ver a una tía, minutos después Frondizi se retiró a la Casa Rosada y Guevara se quedó hablando con los presentes, entre quienes estaban la esposa del presidente y su hija. Guevara ya había visitado a varios familiares en Punta del Este, pero faltaba ir a visitar a su tía María Luisa Guevara Linch, que vivía en San Isidro y estaba muy enferma. Durante el viaje a la casa de su tía comentó que la zona había progresado, y al llegar a la casa se encontró con su tía además de su tío Martín Martínez Castro, el presidente del San Isidro Club. De camino a la puerta, Guevara se despidió emocionado, diciendo:

Bueno tío, yo creo que esta es la última vez que nos vamos a ver. No creo que tenga posibilidad de volver a la Argentina, pero la he pasado muy bien, fue una gran alegría haberte visto.
Ernesto Guevara.

Acto seguido ambos se abrazaron y emocionaron, Guevara con su voz quebrada dio la orden de partir. La comitiva abordó los vehículos que los esperaban afuera y marcharon rumbo a Don Torcuato. En el viaje de ida, luego de unos minutos en silencio Guevara comentó que su tía no estaba tan mal de salud como se lo imaginaba.
En el aeropuerto el piloto del avión esperaba a sus pasajeros. Los escoltas, los tenientes Fernando García y Emilio Filipich, acompañaron a Guevara hasta el pie del avión, y el líder cubano brindó palabras de agradecimientos a sus dos custodios, y a los pocos minutos el avión cruzó el Río de la Plata. Guevara regresó inmediatamente al Uruguay en el mismo avión que lo condujo a Don Torcuato, acompañando solamente por Aja Castro y el piloto Tomás Cantori. En Uruguay un avión lo esperaba para llevarlo a Brasil en donde se vería con el presidente Janio Quadros. La reunión trascendió públicamente cuando Guevara dejó el país.

## Consecuencias

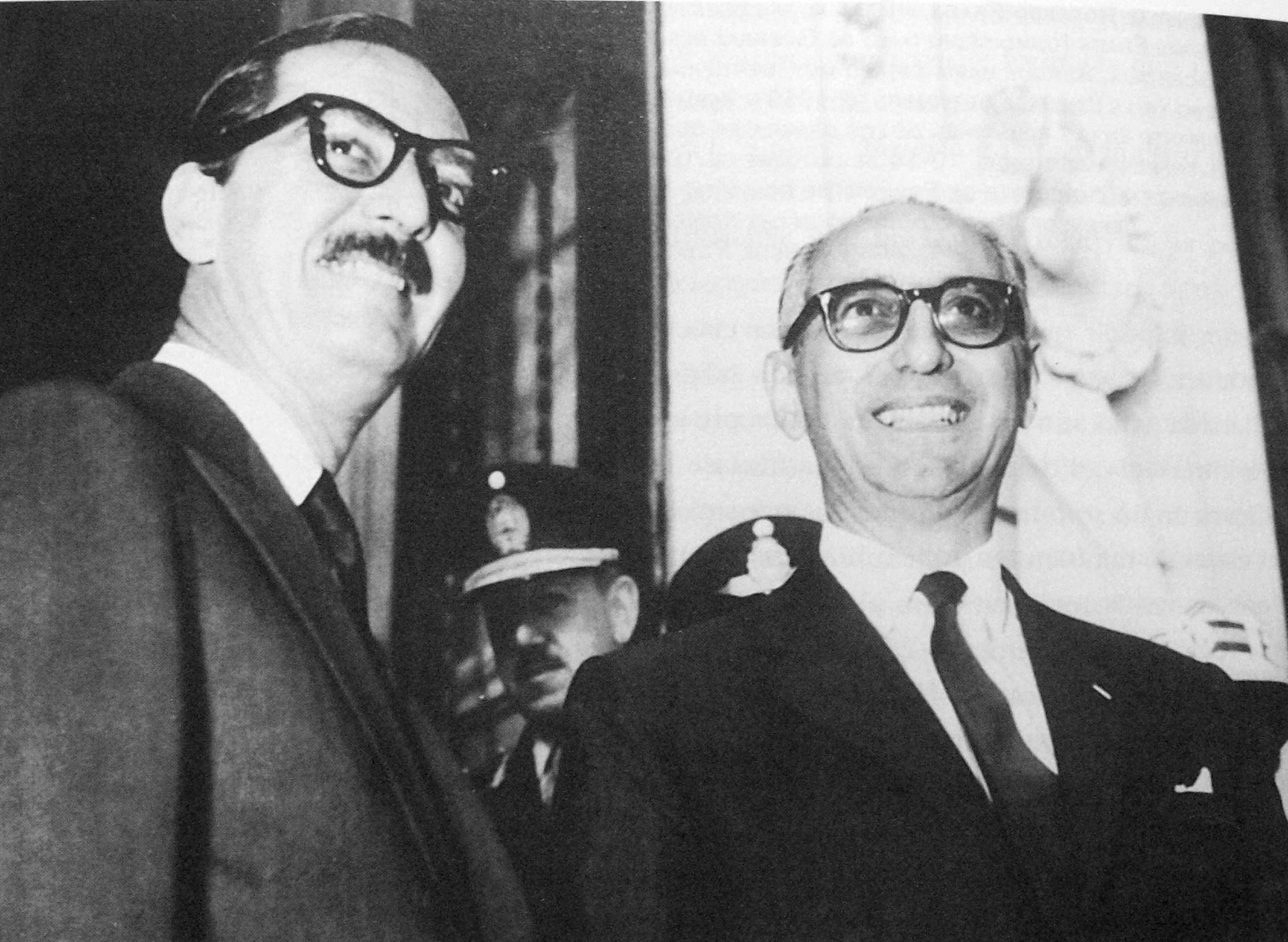
El presidente de Brasil, Jânio Quadros (a la izquierda) y el presidente de Argentina, Arturo Frondizi (a la derecha). Ambos presidentes fueron derrocados muy poco después de concretarse su respectiva reunión con Guevara. En ambos casos los militares golpistas pusieron como excusa la reunión con el guerrillero.

La reunión entre el presidente Arturo Frondizi con el Ernesto Guevara fue muy breve, pero trajo graves consecuencias. Veinte días después de concretada la misma, renunció Adolfo Mugica de su cargo de ministro de Relaciones Exteriores y Culto el 29 de agosto de 1961. La actitud de Frondizi ante la Revolución Cubana de 1959, junto con la visita de Fidel Castro y Ernesto Guevara terminó debilitando la relación del Gobierno con el poder militar, más aún de lo que ya estaba: cabe destacar que el Gobierno de Frondizi sufrió veintiséis asonadas militares y seis intentos de golpe de Estado.
El ejército protestó formalmente ante estas reuniones con los líderes cubanos, y presionó al presidente para cambiar su política con respecto a Cuba. Exiliados cubanos en Buenos Aires intentaron fraguar documentos con la intención de implicar a miembros del Gobierno en un supuesto complot castrista. Frondizi ordenó una investigación, y hasta el propio informe del ejército, el famoso caso de las «cartas cubanas», no era más que una mentira.
Frondizi brindó un discurso por cadena nacional para intentar brindar explicaciones.
Frondizi fue detenido y llevado prisionero a la isla Martín García tras haber sido derrocado por un golpe de Estado militar.
Varias décadas después, Oscar Camilión reflexionó al respecto que:

No tenía por qué haberlo recibido a Guevara, fue un error político. Yo era subsecretario de Relaciones Exteriores y estaba en Punta del Este gestionando una entrevista de Guevara con el delegado de Kennedy, que se concretó finalmente. Pero jamás se me hubiera ocurrido traerlo a la Argentina porque no agregaba nada, y porque iba a producir una agitación muy grande en el medio militar, era un costo político interno muy alto.
Oscar Camilión, 2010.

En un reportaje realizado el 22 de agosto por la televisión cubana, Guevara dio algunas precisiones sobre la entrevista. Juzgó que esa experiencia tuvo su lado positivo con la actitud de Frondizi en su discurso del 21 de agosto, de considerar prioritaria la defensa de la autodeterminación de los pueblos.

Para nosotros es tan vital porque no pretendemos que defiendan nuestro sistema, sino que defiendan todos los pueblos de América nuestro deseo de tener el sistema social que nos parezca, que es lo que el presidentre Frondizi ha hecho.
Ernesto Guevara, 1959.

## Cultura popular
El periodista Eduardo Barcelona escribió el libro Detengan al Che en donde aporta mayores detalles de la reunión entre el presidente y Guevara.